# Одейингбо, Дайо
Темидайо Джордан Одейингбо (англ. Temidayo Jordan Odeyingbo; 24 сентября 1999, Бруклин, Нью-Йорк) — профессиональный американский футболист, выступающий на позиции ди-энда в клубе НФЛ «Индианаполис Колтс». На студенческом уровне играл за команду университета Вандербильта. На драфте НФЛ 2021 года был выбран во втором раунде.

## Биография
Дайо Одейингбо родился 24 сентября 1999 года в Бруклине. Младший из двух сыновей в семье эмигрантов из Нигерии Гэри и Бетти Одейингбо. Вырос в Техасе, окончил старшую школу Ранчвью в Ирвинге. В составе её футбольной команды играл в защите и нападении, в 2015 и 2016 годах включался в состав сборной звёзд округа. Занимался лёгкой атлетикой.

### Любительская карьера
После окончания школы Одейингбо поступил в университет Вандербильта. В сезоне 2017 года он дебютировал в футбольном турнире NCAA, сыграл в двенадцати матчах. В 2018 году он стал игроком стартового состава. В семи из двенадцати проведённых игр он делал не менее двух захватов, два подобранных им фамбла стали лучшим результатом команды.
В 2019 году Одейингбо сыграл двенадцать матчей, сделав 45 захватов, в том числе 12 с потерей ярдов. В сокращённом из-за пандемии COVID-19 турнире 2020 года он принял участие в восьми играх и стал лучшим в составе команды по количеству сэков и давлений на квотербека. По ряду статистических показателей Одейингбо вошёл в десятку лидеров конференции. По итогам года его включили в состав второй сборной звёзд конференции.

#### Статистика выступлений в NCAA
| Сезон | Команда               | Игры | Захваты | Захваты | Захваты | Захваты | Захваты | Перехваты | Перехваты | Перехваты | Перехваты | Перехваты | Фамблы | Фамблы | Фамблы | Фамблы |
| Сезон | Команда               | Игры | Solo    | Ast     | Tot     | Loss    | Sk      | Int       | Yds       | Y/R       | TD        | PD        | FR     | Yds    | TD     | FF     |
| ----- | --------------------- | ---- | ------- | ------- | ------- | ------- | ------- | --------- | --------- | --------- | --------- | --------- | ------ | ------ | ------ | ------ |
| 2017  | Вандербильт Коммодорс | 12   | 8       | 9       | 17      | 2,0     | 0,5     | 1         | 0         | 0,0       | 0         | 0         | 0      | 0      | 0      | 0      |
| 2018  | Вандербильт Коммодорс | 12   | 14      | 14      | 28      | 4,5     | 0,5     | 0         | 0         | 0,0       | 0         | 1         | 2      | 0      | 0      | 1      |
| 2019  | Вандербильт Коммодорс | 12   | 20      | 25      | 45      | 12,0    | 1,5     | 0         | 0         | 0,0       | 0         | 0         | 0      | 0      | 0      | 0      |
| 2020  | Вандербильт Коммодорс | 8    | 15      | 17      | 32      | 8,0     | 5,5     | 0         | 0         | 0,0       | 0         | 1         | 0      | 0      | 0      | 0      |
| Всего | Всего                 | 44   | 57      | 65      | 122     | 26,5    | 8,0     | 1         | 0         | 0,0       | 0         | 2         | 2      | 0      | 0      | 1      |

### Профессиональная карьера
Перед драфтом НФЛ 2021 аналитик издания Bleacher Report Джастис Москеда прогнозировал ему выбор в четвёртом раунде и будущее в роли игрока ротации в одном из клубов лиги. К преимуществам Одейингбо он относил его антропометрические данные, быстроту, стабильность и высокий уровень имеющихся навыков. Минусами игрока назывались недостаток маневренности, ограниченный арсенал приёмов пас-рашера и медленное принятие решений на поле.
На драфте Одейингбо был выбран «Индианаполисом» во втором раунде под общим 54-м номером. В мае 2021 года он подписал с клубом четырёхлетний контракт на сумму 6,18 млн долларов. Из-за полученной в январе того же года травмы ахиллова сухожилия и последующей реабилитации он не смог полноценно принять участие в предсезонных сборах команды. Первые семь матчей регулярного сезона Одейингбо пропустил. Восстановившись, до конца чемпионата он принял участие в десяти играх, сделав 0,5 сэка и форсировав фамбл.

#### Статистика выступлений в НФЛ

##### Регулярный чемпионат
| Сезон | Команда            | Игры | Захваты | Захваты | Захваты | Захваты | Захваты | Перехваты | Перехваты | Перехваты | Перехваты | Перехваты | Фамблы | Фамблы | Фамблы | Фамблы |
| Сезон | Команда            | Игры | Solo    | Ast     | Tot     | Loss    | Sk      | Int       | Yds       | Y/R       | TD        | PD        | FR     | Yds    | TD     | FF     |
| ----- | ------------------ | ---- | ------- | ------- | ------- | ------- | ------- | --------- | --------- | --------- | --------- | --------- | ------ | ------ | ------ | ------ |
| 2021  | Индианаполис Колтс | 10   | 5       | 1       | 6       | 0       | 0,5     | 0         | 0         | 0,0       | 0         | 0         | 0      | 0      | 0      | 1      |
| 2022  | Индианаполис Колтс | 16   | 16      | 12      | 28      | 4       | 5,0     | 0         | 0         | 0,0       | 0         | 0         | 0      | 0      | 0      | 0      |
| Всего | Всего              | 26   | 21      | 13      | 34      | 4       | 5,5     | 0         | 0         | 0,0       | 0         | 0         | 0      | 0      | 0      | 1      |

* На 2 января 2023 года